# Рахман Рафикоглы

Рахман Рафик оглы — прозаик, киносценарист, режиссёр.
Дата и место рождения 15 июня 1980 г. Баку.
Рахман Новрузов Рафик оглы (азерб. Rəhman Novruzov Rafiq oğlu) 15 июня 1980 г. Баку. Азербайджанский писатель, киносценарист, кинорежиссёр.
Жанр: драма, комедия, детектив
Язык произведений: русский, азербайджанский
Рахм ан Рафикоглы родился 15 июня 1980 года в Баку в семье выходца из Нахичевани профессора филологии, Рафика Новрузова Манаф оглы и педагога русского языка, кандидата филологических наук Гюльнары Фикрет гызы Новрузовой.
Старший брат — Фарид Рафик оглы (1979 г.)- Государственный чиновник
По национальности — Азербайджанец.
В 2001 году с отличием окончил бакалавриат Бакинского Славянского Университета, факультет Филология Польского языка.
В 2003 с отличием окончил магистратуру Бакинского Славянского Университета. Филология. Дипломат Польского языка.
В 1998 году основал при Университете команду КВН «Слависты» и в качестве капитана команды довёл её до полуфинала национальнальной Лиги среди студентов.
С 1999 года по 2002 участник команды КВН «Огни Баку». Первая (Премьер) лига: Россия г. Рязань; Первая (Премьер) лига: Украина г. Киев.
В эти же годы, был Главным Редактором развлекательных журналов: «Paparazzi» и «Show time».
С 2003 года жил и работал в городе Санкт-Петербург (Российская Федерация).
С 2005 по 2007 год жил и работал в городе Москва (Российская Федеррация). Работал над сценарием к многосерийному детективному фильму « Висяки» в тандеме Рамизом Фаталиевым и Енвером Мансуровым.
В 2005 году издательством «МКЖТ» г. Москва издана книга: « Умри и Возродись».
"С 2007 по 2014 года живёт и работает в Баку. С 2009 по 2011 год работал в кинокомпании «Ultra Production».
В 2009 году издательством «Mütərcim» г. Баку, издан перевод книги на Азербайджанский язык: «Öl və diril».
В 2013 году окончил курс сценарного мастерства Пола Фрейзера. В 2016 открыл свою Кинокомпанию: «Zaratustra Film». Кинокомпания занималась, как производственной, так и продюсерской деятельностью. В 2022 году создал Кинокомпанию: «Novruz OFF CINEMA»
Член Союза Конфедерации Кинематографистов, Члена союза Журналистов Российской Федерации, Член Союза Кинематографистов Азербайджана, Член Гильдии Профессиональных Режиссёров Азербайджана, Член Союза Журналистов Азербайджана
Имеет двоих детей: Дениза, Аиша.
ФИЛЬМОГРАФИЯ
2007 год — Многосерийный фильм «Висяки»- кинокомпания «Пирамида» «РФ» — Автор Ссценария
2009 год — Полнометражный художественный фильм «Niyyat» — «Buta Film», Министерство Культуры и Туризма Азербайджана — Редактор
2009 год — Трех серийный документально-художественный фильм «Кубинка» — «Ultra Production» — Автор Сценария
2011 год — Полнометражный художественный фильм «Не бойся я с тобой 1919» — фильм о фильме — Автор Сценария, 2-й режиссёр. «Ultra Production» (Баку), «Wait Media» (Москва)
2012 год — Телесериал «Həyat çicəyi» «Ultra Production» адаптация с грузинского языка. Адаптация, Автор Сценария
2012 −2013 год — Многосерийный телевизионный фильм «Kabusun Kölgəsində» (25 серий) «Murshal Production» (Баку) — Автор Сценария Сценария, Режиссёр (телеканал ATV)
2014 год — Документальный фильм «Путь к олимпу» о чемпионе мира по вольной борьбе Гаджи Алиеве «Zaratustra Film» (Баку) — Автор Сценария, Режиссёр Постановщик
2014—2015 год — Многосерийный фильм «Maqis. Unudulmuş İzlərlə» (3 серии) «Zaratustra Film» (Баку) — Автор Сценария, Режиссёр Постановщик телевизионный
2015 год — Короткометражный художественный фильм «1361» «Zaratustra Film» (Баку) — Автор Сценария, Генеральный Продюсер
2016 год −2017 год- Полнометражный художественный фильм «Nazlı» «Zaratustra Film» (Баку), «Cənnət Film» (Баку)- Автор Сценария, Режиссёр Постановщик
2020 −2021 год — « Dosye» документально-художественный, телевизионный проект (46 выпусков) Xəzər Tv — Автор проекта, Автор Сценария, Режиссёр Постановщик
2021 год — « Xocalı Soyqırımı» документально-художественный фильм (Xəzər Tv) — Автор Сценария, Режиссёр Постановщик
2022 год — «Ağ ölümün qara sonu» документально-художественный фильм (Xəzər Tv) Автор Сценария, Режиссёр Постановщик
2022 год « Xəyət çilikləri» документально-художественный фильм (Xəzər TV) Автор Сценария, Режиссёр Постановщик
2022 год « Zərbə» мини сериал 3 серии (Zatatustra Film) Автор Сценария, Режиссёр Постановщик
2023 год « İsa Məsihin həyatı» документально-художественный фильм (Novruz OFF Cinema, Azərbaycan Bibliya Cəmiyyəti) Автор Сценария, Режиссёр Постановщик
2024 год « Unudulmuş» художественный, многосерийный фильм (Zaratustra Film, Novruz OFF CINEMA) Автор Сценария, Режиссёр Постановщик
2024 год «Path of The Enemy» короткометражный, художественный фильм для Международных Кинофестивалей (Novruz OFF Cinema, Azərbaycan Bibliya Cəmiyyəti) Автор Сценария, Режиссёр Постановщик